# Андреев, Вадим Леонидович
Вади́м Леони́дович Андре́ев (25 декабря 1902 [7 января 1903], Москва, Российская империя — 20 мая 1976, Женева, Швейцария) — русский прозаик и поэт. Сын Леонида Николаевича Андреева и Александры Михайловны Андреевой (урожд. Велигорской, 1881—1906), брат Д. Л. Андреева.

## Биография
После смерти матери в 1906 году воспитанием ребёнка занимались бабушка с материнской стороны Евфросинья Варфоломеевна Велигорская (Шевченко), и гувернантка. Жил на вилле отца в Ваммельсуу (Финляндия). В 1913 году поехал учиться в Санкт-Петербург, жил в семье профессора Михаила Андреевича Рейснера. Учился в гимназии Мая. После начала Первой Мировой войны поселился в Москве у Добровых, учился в гимназии Поливанова. Позже вернулся в Петроград, где учился в гимназии Лентовской.
В октябре 1917 года уехал вместе с отцом в Финляндию. Семья Андреевых жила на Карельском перешейке, который при отделении Финляндии в 1918 отсоединился от России, так что Андреев стал эмигрантом, никуда при этом не выезжая. В начале 1921 года вместе с бывшими солдатами Архангельского фронта, бежавшими в Финляндию, записался во врангелевскую армию. Их привезли сначала в Марсель на подготовку, но за время подготовки Крым пал. Однако Андреев вместе с несколькими другими через Константинополь пробрался в Грузию в феврале 1921 года, когда РСФСР объявила ей войну. Они вступили в ряды находившихся в Грузии кубанских самостийников-«зелёных», которые разбежались после первого же боя. В марте 1921 года эвакуировался обратно в Константинополь, учился в Константинопольском русском лицее (где познакомился с В. Б. Сосинским), а после его закрытия в конце 1921 года — в Константинопольской русской гимназии, которую вскоре перевели в Софию. Оттуда, получив стипендию Уиттимора (поддержка эмигрантской студенческой молодёжи), отправился учиться в Берлинский университет.
В Берлине совместно с Анной Присмановой и Георгием Венусом участвовал в издании коллективного сборника «Мост на ветру» (дебютная публикация поэта). Входил в Берлинскую литературную группу «4+1» (В. Л. Андреев, Г. Д. Венус, А. С. Присманова, В. Б. Сосинский, С. П. Либерман).
В 1924 году вместе с Венусом ходатайствовал о возвращении на родину; в то же время всех уиттиморовских стипендиатов из соображений экономии перевели в Париж, и Андреев не дождавшись ответа посольства, переехал туда. Во Франции Андреев женится на Ольге Черновой-Федоровой, приёмной дочери председателя Учредительного собрания России Виктора Чернова (у них рождается двое детей — сын Александр и дочь Ольга, в замужестве Андреева-Карлайл). Один из организаторов «Союза молодых поэтов и писателей», участник литературного объединения «Кочевье».
В 1932 году по рекомендации М. А. Осоргина был посвящён в масоны в парижской русской ложе «Северная звезда», её секретарь в 1935—1937 годах, 1-й страж в 1940—1945 годах, 2-й страж в 1945 и в 1947—1949 годах. Одновременно стал одним из инициаторов создания независимой ложи «Северные братья», созданную М. А. Осоргиным и не входившей ни в одну масонскую великую ложу.
Во время оккупации жил на острове Олерон, принимал участие во французском Сопротивлении. 15 декабря 1944 года арестован фашистами, отправлен в тюрьму Боярдвиль, затем партизаны добились его освобождения, обменяв на немецких военнопленных. С 1945 года член Союза советских патриотов, за что был исключён из парижского Союза русских писателей и журналистов. Приняв советское гражданство в 1948 году, в Советский Союз не переселился, хотя неоднократно бывал там, начиная с 1957 года. В 1949 году уехал в США, жил в Нью-Йорке, получил работу в ООН. Работал в ЮНЕСКО как советский представитель в издательском отделе, c 1959 по 1961 — в издательском отделе Европейского отделения ООН (Женева).
В октябре 1964, после снятия Н. С. Хрущёва со всех постов, вывез на Запад рулон фотоплёнок с большей частью архива Солженицына, в том числе и рукопись романа «В круге первом». В пятом дополнении к мемуарам «Бодался телёнок с дубом» («Невидимки») А. И. Солженицын перечисляет Вадима Андреева среди своих 117 тайных помощников, помогавших ему размножать, хранить, прятать, перевозить рукописи и материалы к ним.
Последние годы жил в США, где работал в ООН. Скончался в Женеве, откуда его прах был перенесен на кладбище Сент-Женевьев-де-Буа под Парижем.

## Произведения
При жизни выпустил три поэтических сборника: «Свинцовый час» (1924), «Недуг бытия» (1928), «Второе дыхание» (1950), а также поэму «Восстание звёзд» (1923). Посмертно в Париже вышел итоговой сборник «На рубеже» (1977). Публиковал также автобиографическую и художественную прозу. Полностью стихи Вадима Андреева опубликованы в двухтомнике: Андреев Вадим. Стихотворения и поэмы. Berkeley Slavic Specialties. 1995. Подготовка и сост. И. Шевеленко.
В России представительного издания стихов Вадима Андреева до сих пор не опубликовано.
В январе 2023 года его стихотворения вошли в музыкальный альбом «После России», посвященный поэтам «незамеченного поколения» первой волны российской эмиграции, в исполнении группы НАИВ и Наума Блика.

## Семья
- Жена — Ольга Викторовна Чернова-Фёдорова (3 (16) августа 1903, Одесса — 20 марта 1979, Париж) — литератор. Автор мемуаров «Холодная зима» («Новый журнал», 1975—1976)[10].
  - Дочь — Ольга (в замужестве Карлайл) (р. 22 января 1930, Париж) — художник, литератор, журналист, переводчик. В 1960—1970-е переводила на английский «В круге первом» и «Архипелаг ГУЛАГ»[10].
  - Сын — Александр (28 мая 1937, Париж — 19 апреля 2016, Берн) — переводчик, заведовал русской службой переводчиков ЮНЕСКО[10].